# Eduard Künnecke
Eduard Künnecke, nemški skladatelj, * 27. januar 1885, Emmerich am Rhein, Nemčija, † 27. oktober 1953, Berlin, Nemčija.

Glasbo je študiral pri Maxu Bruchu. Njegov skladateljski opus obsega večinoma odrsko-glasbena dela, najbolj znan je po operetah.

## Dela
Opere (izbor)
- Robins Ende (1909)
- Nadja (1931)
- Walther von der Vogelweide (1945)

Operete (izbor)
- Wenn Liebe erwacht (1920)
- Der Vetter aus Dingsda (1921)
- Lady Hamilton (1926)
- Der Tenor der Herzogin (1930)
- Zauberin Lola (1937)
- Hochzeit in Samarkand (1938)